# Літомержиці (округ)
Літомержиці (чеськ. Okres Litoměřice) — адміністративно-територіальна одиниця в Устецькому краї Чеської Республіки. Адміністративний центр — місто Літомержиці. Площа округу — 1 032,16 кв. км., населення становить 117 582 особи.
До округу входить 105 муніципалітетів, з котрих 11  — міста.